# Michał Grajek
Michał Grajek (ur. 1883 w Gnieźnie, zm. 17 sierpnia 1947 w Katowicach) – polski i śląski działacz narodowy i sanacyjny, senator II, IV i V kadencji II RP oraz poseł na Sejm Śląski I i II i kadencji w II RP. Wicemarszałek Sejmu Śląskiego w latach 1922–1929.

## Życiorys
Syn Andrzeja i Nepomuceny z Olearskich. W latach 1892–1914 przebywał w Nadrenii Północnej-Westfalii. W 1896 ukończył szkołę ludową, a następnie odbył praktykę w kopalni. Uczęszczał także do szkoły górniczej w Oberhausen. Pracował jako górnik w Mülheim. Od 1902 czynnie uczestniczył w życiu społeczno-zawodowym, m.in. był prezesem gniazda „Sokoła” w Bochum. Podczas I wojny światowej służył w armii niemieckiej. W 1918 zamieszkał w Zabrzu. Brał udział w trzech powstaniach śląskich oraz w plebiscycie. 
W latach 1920–1939 był prezesem Związku Zawodowego Górników Zjednoczenia Zawodowego Polskiego. Ponadto był członkiem Międzynarodowej Organizacji Pracy w Genewie oraz członkiem zarządu Międzynarodowej Federacji Chrześcijańskich Górników w Brukseli.
Politycznie związany z narodowym odłamem związków zawodowych, od 1917 był członkiem Narodowego Stronnictwa Robotników i Narodowej Partii Robotniczej (do 1934). Po 1934 przeszedł na stronę sanacji, od 1935 był członkiem śląskiego oddziału OZN.
W latach 1922–1930 sprawował mandat posła na Sejm Śląski, był wicemarszałkiem jego I kadencji (1922–1927). W latach 1928–1930 i 1935–1939 piastował funkcję senatora, wybrany w województwie śląskim, najpierw NPR, później BBWR i OZN. 
W czasie okupacji znajdował się pod ścisłym nadzorem policji niemieckiej, a także był krótko więziony. Po wojnie był zatrudniony jako dyrektor ZUS w Katowicach.
Od sierpnia 1946 wiceprezes ZG Stronnictwa Pracy. W 1947 kandydował z listy Stronnictwa Pracy w wyborach do Sejmu Ustawodawczego. Od 1947 kierownik wydziału socjalnego Jaworznicko-Mikołowskiego Zjednoczenia Przemysłu Węglowego.
Zmarł 17 sierpnia 1947 w Katowicach. Pochowano go na Cmentarzu przy ul. Francuskiej w Katowicach (kwatera CI C-577, rząd 17).

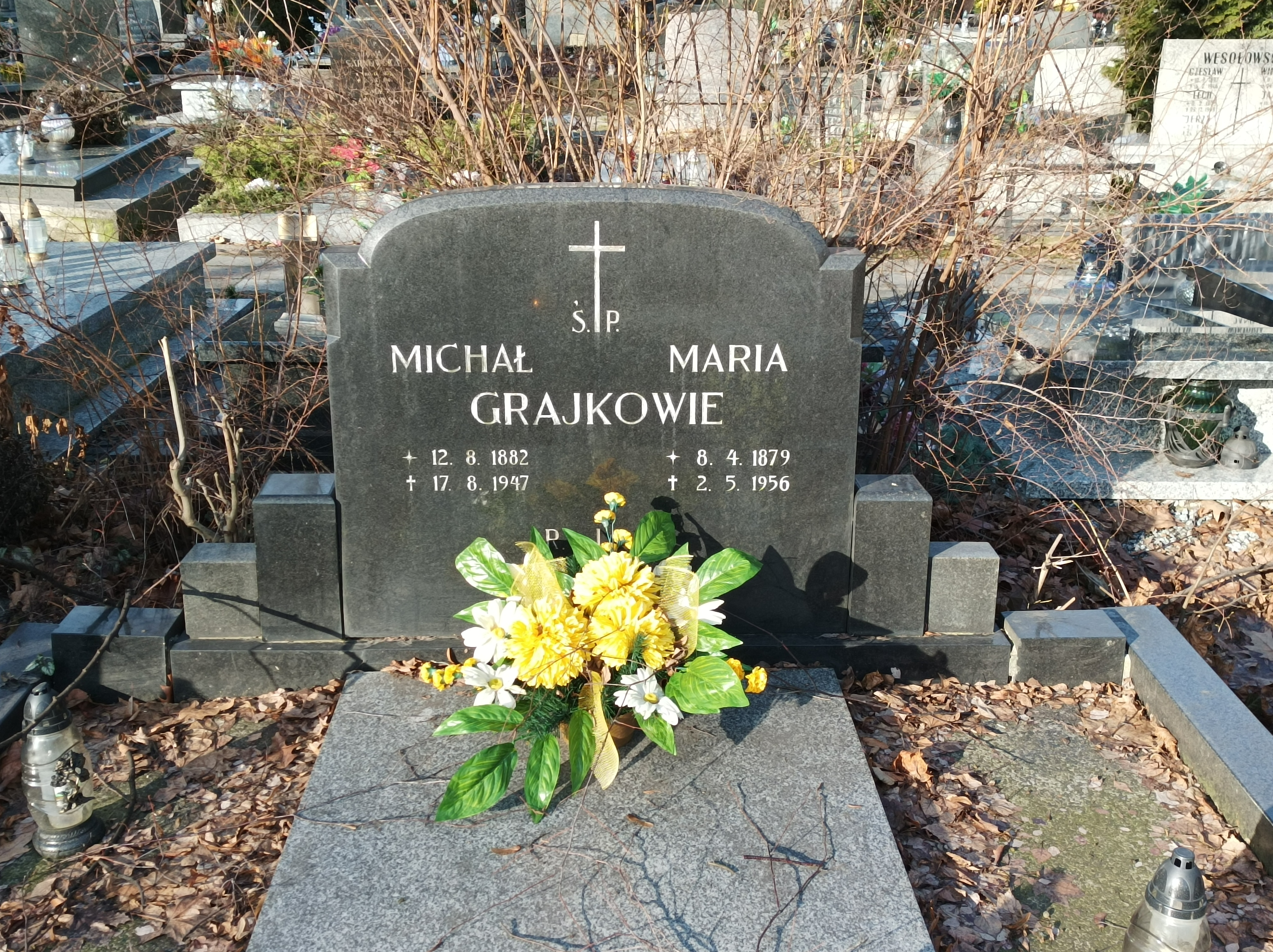
Grób Michała Grajka na cmentarzu przy ul. Francuskiej w Katowicach

## Ordery i odznaczenia
- Krzyż Niepodległości – 19 grudnia 1933[5][1]
- Krzyż Kawalerski Orderu Odrodzenia Polski – 2 maja 1923 „za zasługi, położone około przyłączenia Górnego Śląska do Rzeczypospolitej Polskiej”[6][7]
- Złoty Krzyż Zasługi – 10 listopada 1933[8]

## Upamiętnienie
Od 2015 patron skweru w Katowicach.